# (18162) Denlea
(18162) Denlea (2000 PX15) – planetoida z grupy pasa głównego asteroid okrążająca Słońce w ciągu 3,47 lat w średniej odległości 2,29 j.a. Odkryta 1 sierpnia 2000 roku.